# سینما بهمن گرگان
سینما بهمن یک سینما در شهر گرگان، ایران است.
این سینما که در سال ۱۳۴۰ تأسیس شده هم‌اکنون متعلق به حوزه هنری می‌باشد و دارای ۲ سالن می‌باشد.